# Ган-га-Шлоша
Ган-га-Шлоша (івр. גן השלושה, букв. «Сад трьох») — національний парк Ізраїлю, також відомий за його арабською назвою — Сахне (араб. الساخنة, букв. «Гарячий басейн»). Знаходиться в північній частині країни, між Афулою і Бейт-Шеаном, біля підніжжя гори Гільбоа. На території парку знаходяться три теплих озера, що мають температуру близько 28 °С протягом усього року.

## Історія
Свою назву парк отримав на честь трьох загиблих першовідкривачів Аарона Еткіна, Хаїма Штурмана і Давида Мосінзона, які підірвалися на міні в 1938 році, під час пошуку відповідного місця для майбутнього кібуца Нір Давид.
Незважаючи на дивовижну красу і унікальність цього місця, твердження про те, що Ган-га-Шлоша входить до списку Всесвітньої спадщини ЮНЕСКО є помилковим